# Rybarzowice (województwo dolnośląskie)
Rybarzowice (niem. Reibersdorf) – nieistniejąca już wieś w Polsce położona w województwie dolnośląskim, w powiecie zgorzeleckim, w gminie Bogatynia. Na jej miejscu znajduje się obecnie odkrywka Kopalni Węgla Brunatnego Turów.
W latach 1975–1998 miejscowość administracyjnie należała do województwa jeleniogórskiego.

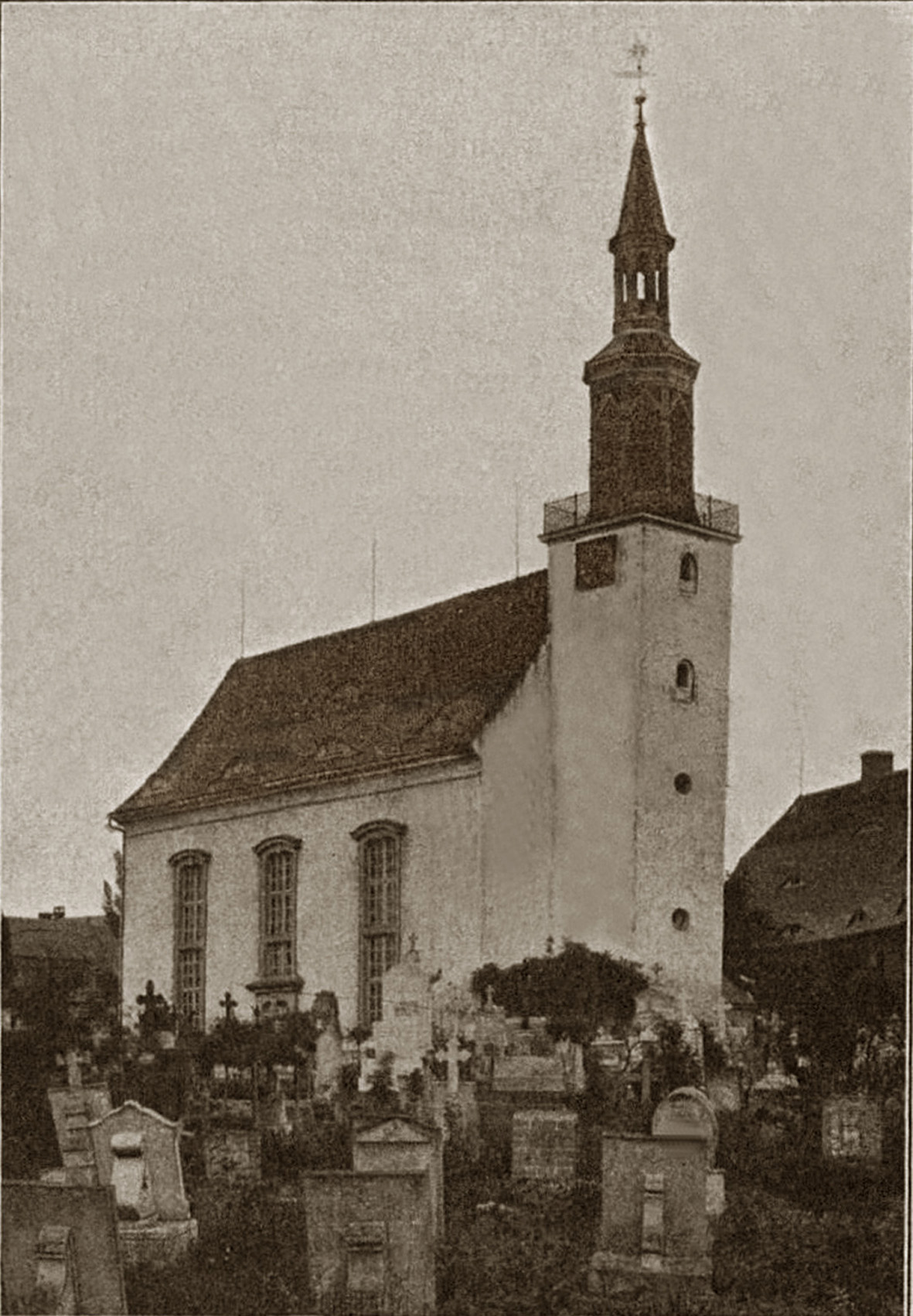
Kościół w Rybarzowicach fotografia z pierwszych lat XX wieku

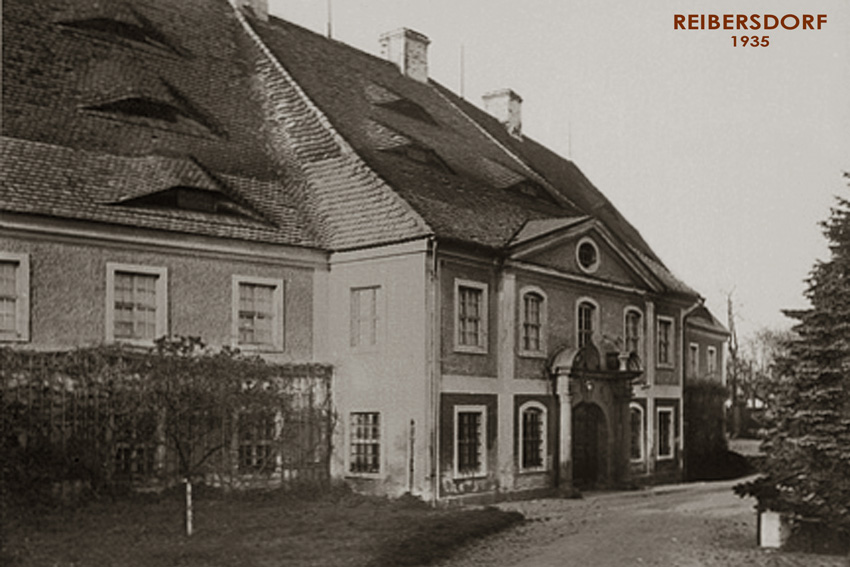
Stary Pałac w Rybarzowicach

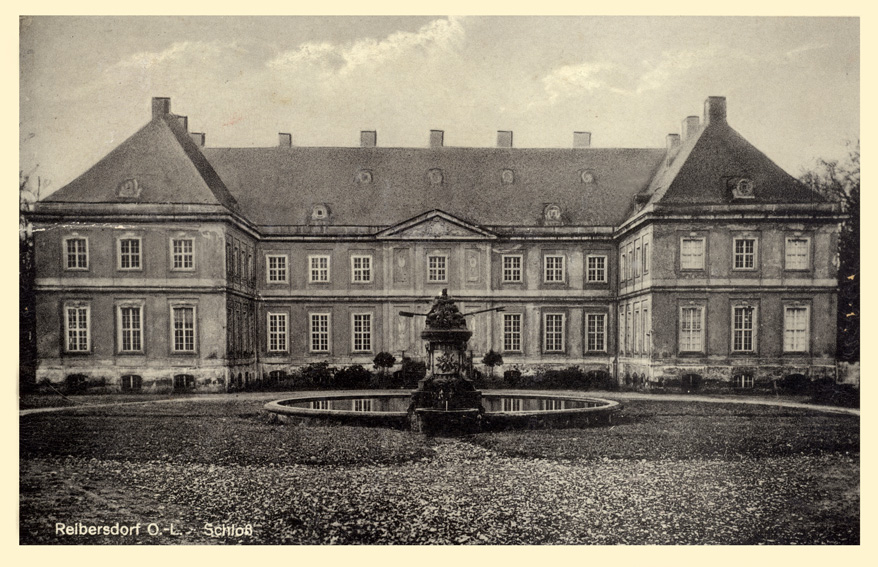
Pałac w Rybarzowicach

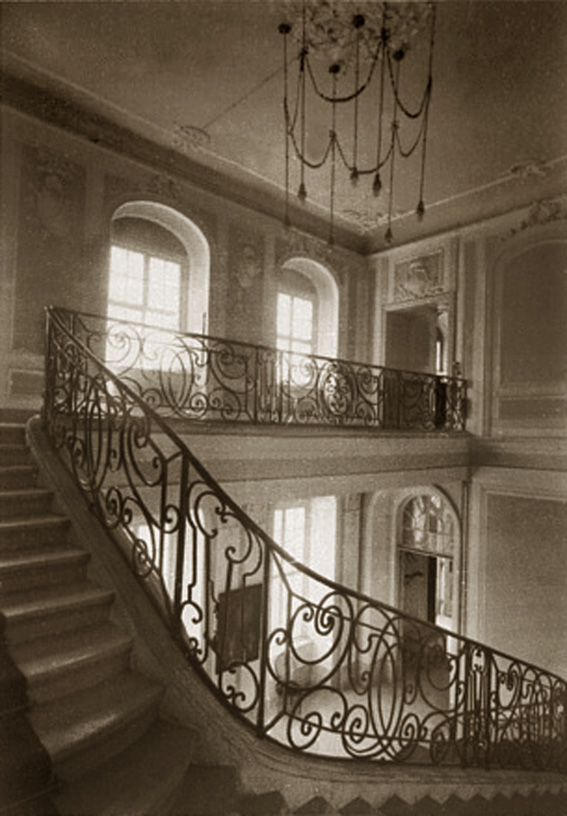
Wnętrze Pałacu w Rybarzowicach

## Historia
Nazwa wsi pojawia się w dokumentach historycznych już w 1381 roku. Etymologia nazwy nadal jest kwestią sporną, może ona pochodzić zarówno od słowiańskiego Rybar, jak i od niemieckiego Räuber (rabuś, zbójca).
W 1508 r. Maciej von Biberstein przekazał Rybarzowice w lenno braciom von Weigsdorfom. W 1630 Rybarzowice wraz z Państwem Zawidów nabył za 46 tysięcy talarów Krystian von Nostitz. Nowy właściciel urządził sobie siedzibę w Rybarzowicach, które w ten sposób stały się stolicą Zawidowskiego Państwa Stanowego (niem. Freie Standesherrschaft Seidenberg – Reibersdorf).
W Rybarzowicach znajdowały się dwa okazałe pałace. Stary Pałac wybudował hrabia Leopold von Nostitz w 1690 r. Einsiedlowie rezydowali w nim do drugiej połowy XVIII w. Później mieściło się w nim archiwum i siedziba zarządcy Zawidowskiego Państwa Stanowego. Portal tego obiektu ozdobiony był zegarem słonecznym i herbami rodzin von Nostitz oraz von Ruchmor. W 1694 r. hrabia Leopold von Nostitz, sprzedał Rybarzowice potomkowi prastarej szlachty miśnieńskiej, Hansowi Hauboldowi von Einsiedel, który jako pierwszy z rodu osiadł na Łużycach. Hans Haubold był blisko związany z Augustem Mocnym (wtedy jeszcze następcą tronu), z którym w latach 1687-1689 odbył podróż do Francji, Hiszpanii i Włoch. W latach 1763–1776 wzniesiono drugi, znacznie potężniejszy pałac, zaprojektowany przez architekta z Zittau Andrzeja Hunigena. Było to założenie murowane na rzucie podkowy o rokokowych wnętrzach ozdobionych dekoracjami stiukowymi. Rybarzowicka rezydencja Einsiedlów przypominała nieco istniejący do dziś pałac Gersdorfów w Pobiednej. W rybarzowickim pałacu znajdowały się bezcenne dzieła sztuki. Między innymi obrazy Canaletta i Adama Graffa znanych w Polsce i Saksonii malarzy z XVIII wieku. Biblioteka zawierała ponad 4600 tytułów, w tym wiele cennych poloników. Najstarszą wśród polskich książek była kronika „Polska, czyli o położeniu, obyczajach, urzędach Rzeczypospolitej Polskiej” z 1589 r. autorstwa Marcina Kromera. Bibliotekę rybarzowicką Einsiedlowie, dotknięci skutkami wielkiego kryzysu, sprzedali na aukcji w Lipsku w 1928 roku.
W skład majętności liczącej 1157 ha wchodziły: m.in. wybudowany w latach 1763–1779 pałac z bogatym w starodrzew parkiem oraz Świątynią Dumania, tak zwane „dobro rycerskie” (powojenny PGR) z wzorcową hodowlą bydła rogatego, trzody chlewnej i owiec, gorzelnią a jeszcze wcześniej browarem oraz Stary Pałac, w którym mieścił się urząd gminy.
W Rybarzowicach już we wczesnych, katolickich czasach istniała kaplica Maryjna. Po reformacji przekształcono ją w kościół ewangelicki. W 1549 odbudowano wieżę. W 1736 zebrano wystarczającą ilość pieniędzy na budowę nowego kościoła. Stary kościół, oprócz wieży, został zburzony i w jego miejsce postawiono nowy. W tym samym roku wyświęcono go. W 1836 i 1837 r. kościół poddano renowacji. Przeprowadził ją mistrz murarski Carl August Schraman z Zittau, ten sam, który odnawiał ratusz w Zittau.
Zawidowskie Państwo Stanowe z czasem ulegało ewolucji, a to przybywało, a to ubywało terenu należącego do Państwa. W roku 1745 Dettlof Henryk von Einsiedel, umierając bezdzietnie, ustanowił w swym testamencie majorat po to, aby majątek pozostał w rodzinie Einsiedel. Dobra objął w posiadanie brat zmarłego hrabia Jan Jerzy Einsiedel. Majorat obejmował miasto Zawidów oraz Rybarzowice, Opolno-Zdrój, Markocice, Strzegomice, Kopaczów, Białopole, Biedrzychowice Górne i wieś Diehsa leżącą na lewym brzegu Nysy. W wyniku podziału Łużyc w 1815 r. część dóbr (Zawidów i Diehsa) znalazło się w państwie pruskim. Włości Einsiedlów, które pozostały na saskich Łużycach na mocy reskryptu z roku 1817 otrzymały miano Rybarzowickiego Państwa Stanowego, ze stolicą w Rybarzowicach i taki podział administracyjny pozostał do roku 1945.
W Rybarzowicach znajdowała się szkoła wybudowana w 1877/78, praktyka lekarska, fundacja Hauboldów, która prowadziła dom opieki nad zniedołężniałymi ludźmi z wiosek należących do ordynacji von Einsiedlów. Rybarzowice były także parafią, do roku 1945. Po zakończeniu wojny Rybarzowice należały do parafii Biedrzychowice Górne. Po zlikwidowaniu Biedrzychowic przez kopalnię, Rybarzowice znalazły się w parafii Opolno-Zdrój.
W Rybarzowicach zaplecze usługowe było wzorcowe. Mieściły się tu: dwie masarnie, dwie piekarnie, trzy zakłady ślusarskie (w tym zakład naprawy rowerów), pracowało trzech kowali, rymarz, zdun, czterech szewców, trzech krawców, bednarz. We wsi były: jedna farbiarnia i pralnia chemiczna, skład opału, trzy stacje paliwowe, dwa zakłady ogrodnicze, kilka sklepów z artykułami spożywczymi i przemysłowymi. Mieszkańcom wsi pomoc świadczyli: lekarz, położna i jedna pielęgniarka gminna. Kwitło tutaj ożywione życie społeczne. Prężnie działały: Straż Pożarna, Stowarzyszenie Gimnastyczne, Stowarzyszenie Sadowników, Chór, Stowarzyszenie Kobiet, Stowarzyszenie Młodzieży Męskiej i Stowarzyszenie Młodzieży Żeńskiej.
Wieś miała od 1884 roku połączenie kolejowe z Zittau i Bogatynią. Większość mieszkańców żyła z rzemiosła i rolnictwa. Sporo ludzi pracowało w zakładach tekstylnych Bogatyni i Zittau oraz w Elektrowni Hirschfelde.
Według spisu ludności dokonanego 10 grudnia 1900 roku Reibersdorf liczyło 1417, natomiast w tym samym czasie, Bogatynia 7486 mieszkańców.
Po 1945 roku „dobro rycerskie” zamieniono na PGR. Pałac po roku 1956 w ramach „wojny z kułakami” został wysiedlony i pozostawiony jako pustostan, stopniowo zgodnie z odgórnymi wytycznymi ulegał dewastacji. Większość mieszkańców Rybarzowic, pracowała w pobliskiej Kopalni Węgla Brunatnego oraz Elektrowni „Turów”. Młodzież znajdowała rozrywkę w Wiejskim Domu Kultury, gdzie znajdowała się świetlica z obszerną salą oraz sceną. Prężnie działała Ochotnicza Straż Pożarna, Koło Gospodyń Wiejskich oraz wiele innych organizacji zrzeszających aktywną społeczność rybarzowicką.
Nieszczęściem Rybarzowic oraz kilku innych okolicznych miejscowości, była realizowana przez kopalnię „Turów” technologia eksploatacji węgla brunatnego metodą odkrywkową. W roku 1966 Rybarzowice zamieszkiwało około 1500 mieszkańców i wtedy rozpoczęło się stopniowe wysiedlanie w związku z postępującą ekspansją kopalni. Od 2000 roku wieś już nie istnieje. 25 lipca 2000 roku został wyburzony ostatni dom.

## Zabytki
Do wojewódzkiego rejestru zabytków wpisane są:
- dom, pl. Wolności 1, nie istnieje,
- dom, pl. Wolności 3, nie istnieje.